# アントニーナ・ミリューコヴァ
アントニーナ・イヴァノヴナ・ミリューコヴァ（ロシア語: Антонина Ивановна Милюкова 1848年7月5日（ユリウス暦 6月23日） - 1917年3月1日（ユリウス暦 2月16日））は、ロシアの作曲家であるピョートル・チャイコフスキーの妻、1893年以降は未亡人として知られた人物。結婚後はアントニーナ・チャイコフスカヤとして知られた。

## 結婚まで
チャイコフスキーに出会うまでの来歴についてはほとんど知られていない。アントニーナの一家はモスクワ地域に居住していた。地方貴族に属してはいたが貧しく暮らしていた。また、一家は難しい家庭であった。チャイコフスキーが新婚旅行の間に妹のアレクサンドラ・ダヴィドヴァに宛てた手紙に多くが記されている。
その地で彼らと共に過ごして3日が経つと、妻の耐え難い面の全てが完全に異様な一家に生まれたことによるものであるということがわかり始めた。母親は何時でも父親と言い争っており、父亡き今、いかなる手段を使ってでも彼の想い出を悪く言うことをいとわない。ここは母親が自らの子ども幾人かを「嫌って」（!!!）いる家庭であり、姉妹の間ではつまらない喧嘩が絶えず、一人息子はすっかり母親及び姉妹全員と仲たがいしてしまっているなどなどである。
彼が別にパトロンのナジェジダ・フォン・メックへ送った書簡に付け加えられたのは、義理の家族が一緒に居ると「皆が互いに極めて険悪であり（中略）苦悩は10倍増しとなり（中略）私の道徳的な苦悩がいかにひどい段階に達しようとしているのか（中略）言い表すのは難しく思われます。」
アントニーナが初めてチャイコフスキーに出会ったのは1865年のモスクワであり、有名な歌手のアナスタシア・フヴォストヴァの共通の友人としてであった。彼の親しい友人であったアレクセイ・アプーフチンが彼女の家に身を寄せており、アナスタシアのきょうだいであったニコライは法学校でチャイコフスキーの弟のモデストと同窓生であった。当時のアントニーナは16歳、チャイコフスキーは25歳である。チャイコフスキーはこの時の出会いを覚えていなかったが、一方のアントニーナはそれ以来彼に片思いをし続けていたと伝えられる。
モスクワ音楽院で音楽を勉強するために裁縫のプロとしての仕事を辞めたとされる。チャイコフスキーは彼女についた教授陣のひとりであった。結局、アントニーナは同校での勉学を断念せざるを得なかったが、おそらく経済的な理由によるものと思われる。学校を去らなくてはならなくなってから2年後の1877年、彼女はチャイコフスキーに宛てて少なくとも2回にわたって手紙をしたためている。そのとき彼女は28歳であり、当時の女性が一般的に結婚を迎える年齢を遥かに過ぎていた。

## 結婚と破綻
1877年の6月までにチャイコフスキーはプロポーズを行っており、2人は1877年7月18日（ユリウス暦 7月6日）にモスクワのセント・ジョージ教会で挙式、エルミタージュ・レストランで披露宴を開いた。
結婚生活は悲惨なものであった。共同生活はわずか6週間で完全に終わりを迎えている。アントニーナの性格にこの大きな原因があったとされており、とりわけチャイコフスキーの弟のモデストが兄の伝記の中で記している。彼によればアントニーナは「とち狂った間抜け」であるという。チャイコフスキーの伝記作家であるアンソニー・ホールデンは「実のところ」と記してこう続けている。「チャイコフスキーに似合う女性だったかという意味ではアントニーナは他の誰とも変わらなかった。結婚こそが間違ったしきたりだったのである。」
結婚生活に関するアントニーナの回想の中で印象的なのは、彼女が夫の苦悩に気付かないかのようであることである。とりわけこれは離別に至る前にモスクワで2人が共同生活をしていた一時期に当てはまる。チャイコフスキーは精神的、感情的に崩壊しかかっていた。一方アントニーナにとってこの時期は大きな幸せに満ちていた。「気付かれないようにこっそりと見ては、彼にすっかり見とれるのです、特に朝のお茶の時間には。とてもハンサムで、優しい瞳は私の心を溶かしました。彼は私の人生にそんな新鮮な空気を吹き込んでくれたのです！私はただ彼を眺めながら腰かけ、思うのです。『神よ感謝します、彼は他の誰でもなく私のもの！今や彼は私の夫、誰も彼を私の元から連れ去ることはできない（略）。』
。」
夫が距離を置くようになり、さらにその弟アナトーリから別離がずっと続くと告げられるに至って彼女は当惑の反応を見せはした。以前にアントニーナに会ったことのあるニコライ・ルビンシテインはアナトーリに付き添っていき、すぐさまこの状況を引き受けた。チャイコフスキーの家にいて驚いたアントニーナであったが、この2人に茶をすすめつつ招き入れた。ルビンシテインはチャイコフスキーの置かれた状態の詳細、そして彼を診察した心理学者の報告をつぶさに語って聞かせた。アナトーリが後にニコライ・カシュキンへ回想したところによると、ルビンシテインの話は非常に無遠慮かつ「残酷なまでの表現の正確さ」であり、そのため彼は「暑くなったり寒くなったりした」という。アントニーナは大人しく聞いていた。その後、彼女は「愛するペーティ」が望むことならなんだって喜んですると述べ、茶を注ぎ始めた。この反応は2人を驚かせた。
ルビンシテインは詫びを述べると好機と見るやたちまちその場を後にした。アナトーリは「私的な度合いの高い家族の事情」について話すためにと残された。次に起こった出来事に彼は驚愕する。「アントニーナ・イヴァノヴナは戸口までルビンシテインを見送ると、満面の笑みで戻ってきてこう言ったのだ。『まあ、かの有名なルビンシテインと今日うちでお茶を楽しめるなんて思いもよらなかったわ！』」その後、彼女は過去に自分に惚れた男たちの話を延々と続けた。それが済むとアナトーリに夕飯は何がいいかと尋ねたが、彼もルビンシテンに倣ってなるべく早くに戸外へ逃れた。サンクトペテルブルクへと向かった彼は、兄を連れて西ヨーロッパを巡る旅を急遽手配したのであった。
アントニーナは自らが結婚生活を終わらせるべく家族によって仕組まれた陰謀の犠牲者なのだと揺るぎない確信を持っていた。彼女は次のように書いている。「家族生活が才能を破壊するとピョートル・イリイチに絶え間なく耳打ちすることにより我々は引き裂かれたのです。はじめは彼もこの話に耳を貸しませんでしたが、いくらか耳を傾けはじめると徐々に大きな注意を払うようになっていきました（中略）才能を失うことは彼にとって何にも増して恐ろしいことでした。彼らの中傷を信じるようになった彼はぼうっとして陰鬱な様子となったのでした。」
アントニーナの理解では、2人の別離から時間をおかずすぐにチャイコフスキーが倒れたことについては、彼女と彼の音楽の狭間で彼の心が引き裂かれたことが原因だということになっていた。彼女は2人の最後の日に駅まで彼に伴っていったことが十分であったと信じていた。「ある日、彼は仕事で3日間出かけなければならないと告げました。郵便列車まで彼に付き添ったものの、彼の目線は彷徨い、神経は過敏でしたが、そのときまで私は既に頭の中にあったあらゆる問題のことで考え事をしていました。最初のベルが鳴る前に彼の喉に発作が出て、彼はぎくしゃくと乱れた足取りで駅へ水を飲みに行きました。それから客車に乗り込み、目を下げることなく悲しげに私を見ました（中略）彼は二度と私の元へは帰ってこなかったのです。」

## 晩年
後年、2人は数回の面会を行っているがチャイコフスキーにとっては非常に不愉快であった。アントニーナはチャイコフスキーが没してから24年生きていたが、その最後の20年は精神病棟での生活だった。

## 回顧録
チャイコフスキーの死後、彼女は筆記、もしくは口述によって自らの結婚生活の回顧録を綴っている。1894年に出版されて1913年には再版もされているが、その存在は広くは知られていない。チャイコフスキー研究者のアレクサンドル・ポズナンスキーによれば、この記録における彼女は単純かつ表面的、そしてあまり知的でないような印象を与えるという。加えて非常に首尾一貫しており、そこには精神に異常をきたしていた痕跡は認められない。回顧録からわかるのは夫の想い出を強く愛した女性像、彼の偉大さを認める心、そして2人の間に生じた数限りない誤解に対する曖昧な感情である。ポズナンスキーはこう付け加える。「加えて、回顧録に記された内容には偽作を疑わせるようなものは何もない。それどころか語調の信頼性、風変りな体裁、豊かな詳細描写の全てがその由来の正しさを証明しているのである。」

## メディアでの扱い

### 映画
- 『チャイコフスキー』（1970年、ソ連）
リリア・ユージナがアントニーナを演じた。
- 『恋人たちの曲/悲愴（英語版）』 （1971年、イギリス）
グレンダ・ジャクソンがアントニーナを演じた。
- 『チャイコフスキーの妻（ロシア語版）』（2022年、ロシア）
アリョーナ・ミハイロワ（ロシア語版）がアントニーナを演じた。

## 関連文献
- Brown, David, Tchaikovsky: The Crisis Years, 1874-1878, (New York: W.W. Norton & Co., 1983). ISBN 0-393-01707-9.
- Brown, David. Tchaikovsky: The Man and his Music (London: Faber & Faber, 2006). ISBN 0-571-23194-2. Also (New York: Pegasus Books, 2007). ISBN 1-933648-30-9.
- Holden, Anthony Tchaikovsky: A Biography Random House; 1st U.S. ed edition (February 27, 1996) ISBN 0-679-42006-1
- Poznansky, Alexander Tchaikovsky: The Quest for the Inner Man (New York: Schirmer Books, 1993). ISBN 0-02-871885-2.